# Tigrisbéka
A tigrisbéka (Hoplobatrachus tigerinus, korábban Rana tigerina) a kétéltűek (Amphibia) osztályának békák (Anura) rendjébe, ezen belül a Dicroglossidae családjába tartozó faj.

## Előfordulása
A tigrisbéka Ázsia déli, délkeleti részén fordul elő. Afganisztánban, Bangladesben, Indiában, Mianmarban, Nepálban és Pakisztánban őshonos. Madagaszkárra, a Maldív-szigetekre és az Andamán-szigetekre betelepítették, ahol aztán inváziós fajjá vált.
Az 1990-es évektől kezdve, Thaiföldön ezt a békát az ökörbékával (Lithobates catesbeianus) együtt farmokon tenyésztik táplálkozási célokból.

## Megjelenése
Az orrhegyétől a végbélnyílásig körülbelül 16,5 centiméteres. Bőrszíne a sárgától a zöldesig és barnásig változik; az alapszínen sötétebb foltok vannak; a hátgerinc mentén néha egy élénksárga csík fut végig. A bőrén dudorok és egyéb kiemelkedések is láthatók. Az ujjai rövidek, azonban a középső hosszabb a többinél.

## Életmódja
Az édesvizű mocsarakat és egyéb vizes területeket kedveli. Azonban kerüli a tengerpartok közelségét és az erdőket. Általában magányos és éjszaka mozog; pihenéskor egy üregbe vagy a sűrű vízi növényzet közé rejtőzik. Mivel eléggé nagy béka, változatos étrendje van, azaz az apró rovaroktól, férgektől és akár ebihalaktól, valamint fiatal békáktól kezdve, kisebb egereket, cickányokat, madarakat és kígyókat is felfalhat.

## Képek

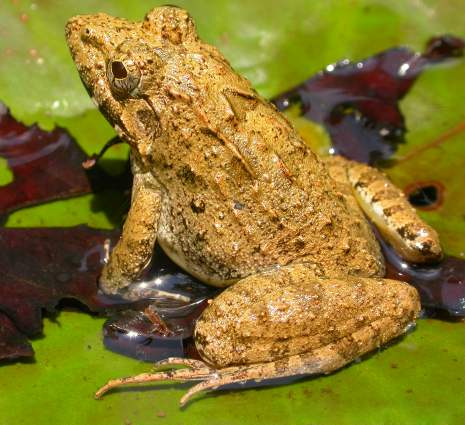
A béka közelről
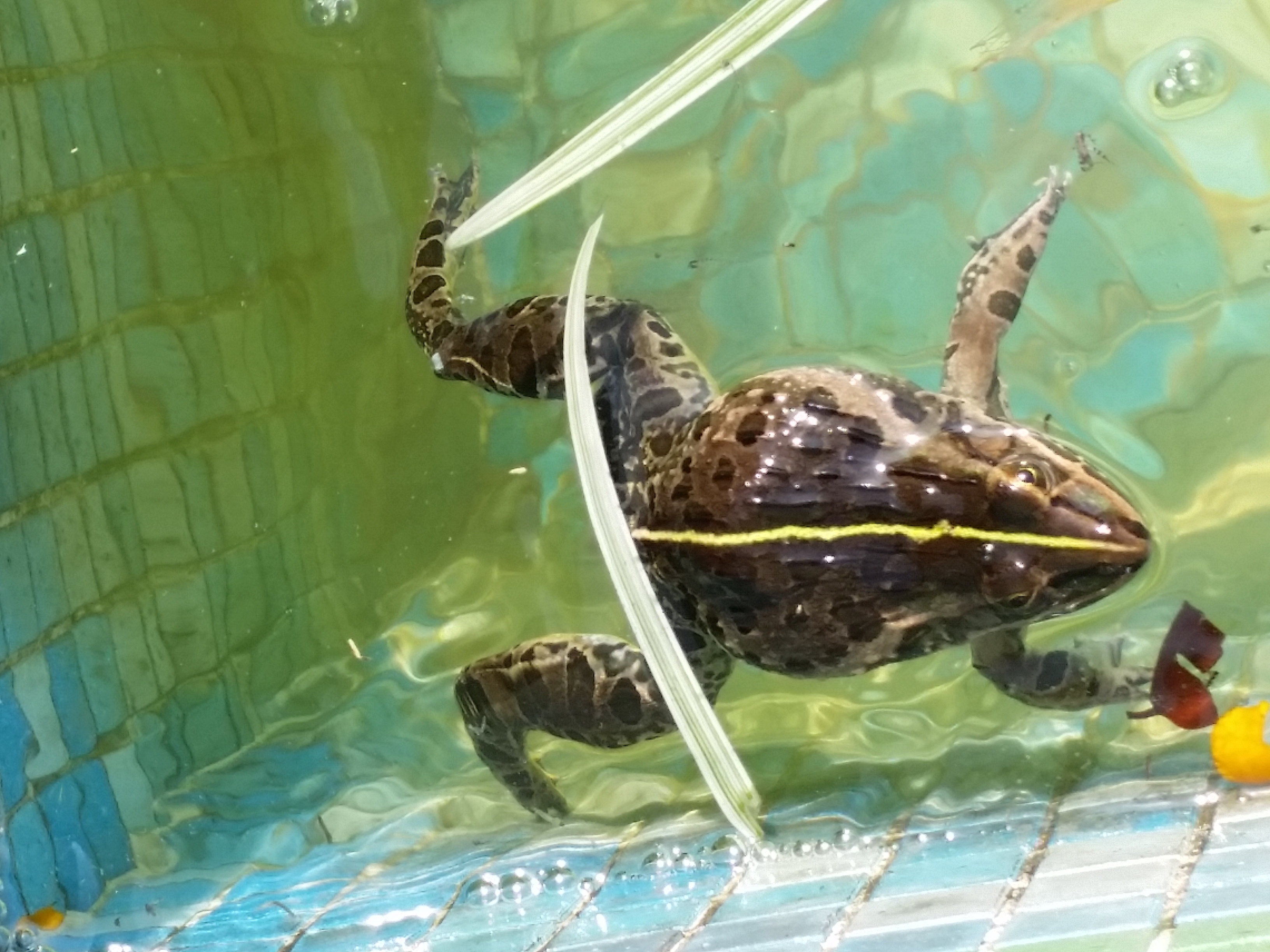
A sárga
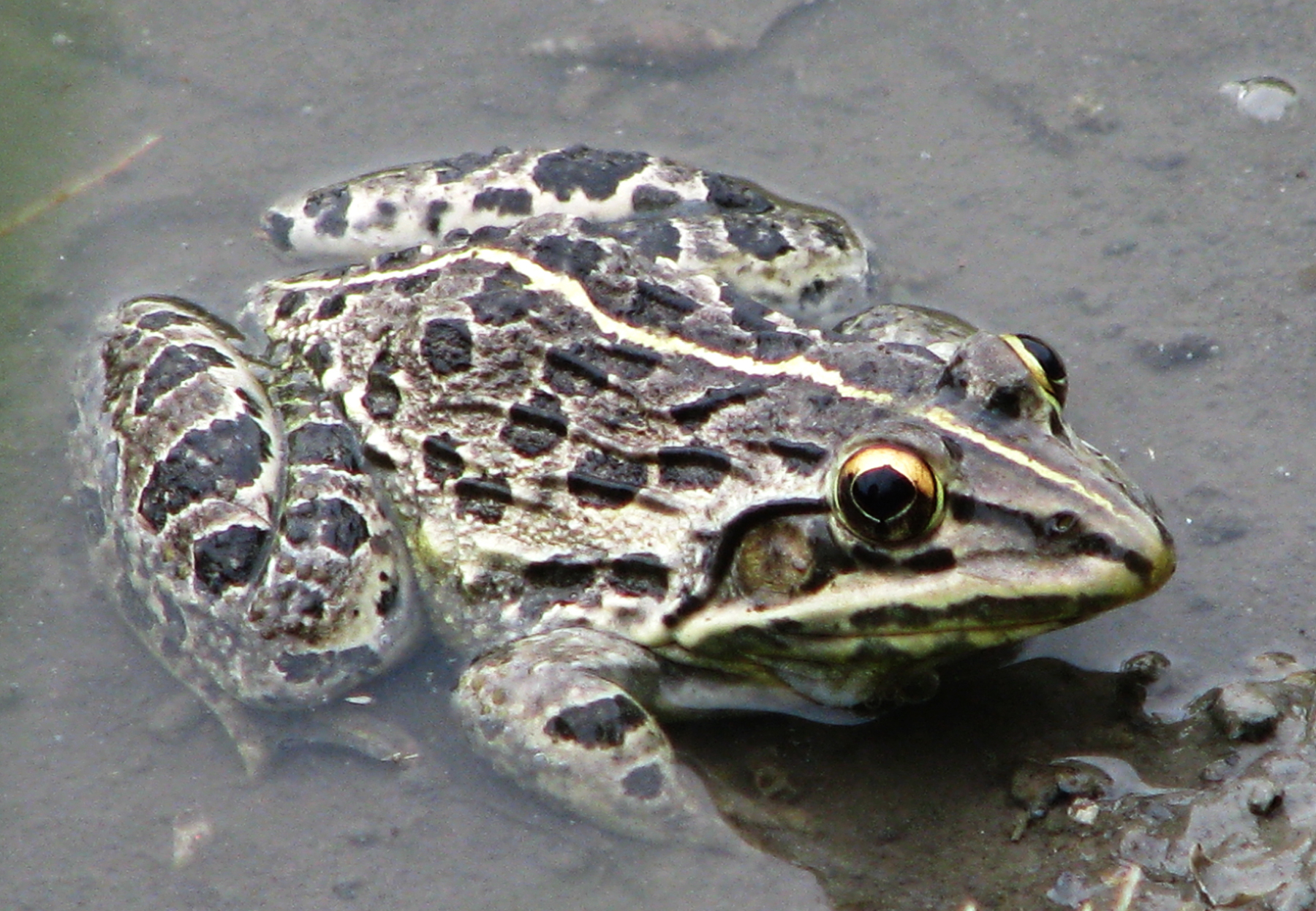
hátcsíkkal
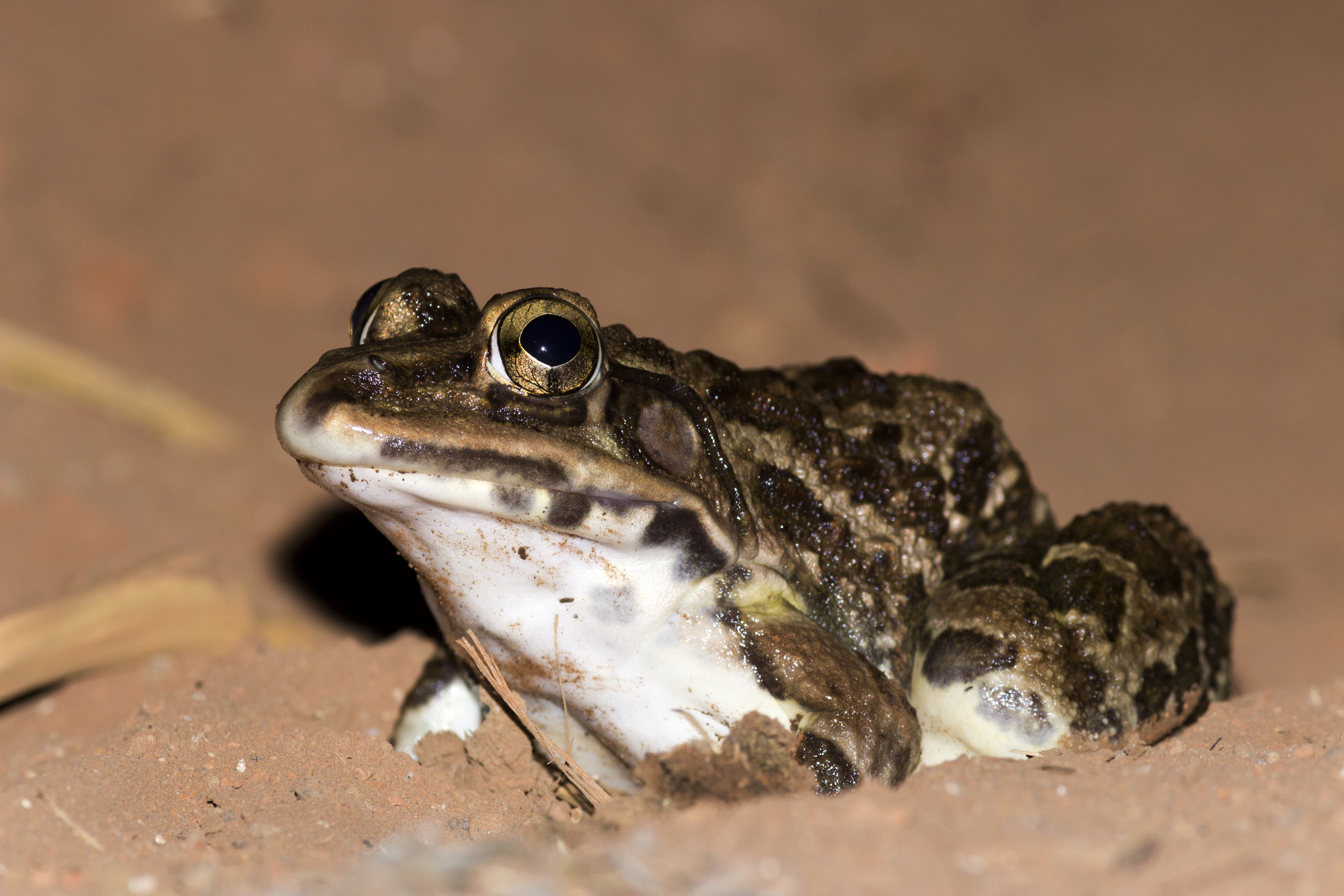
Rendes színben és
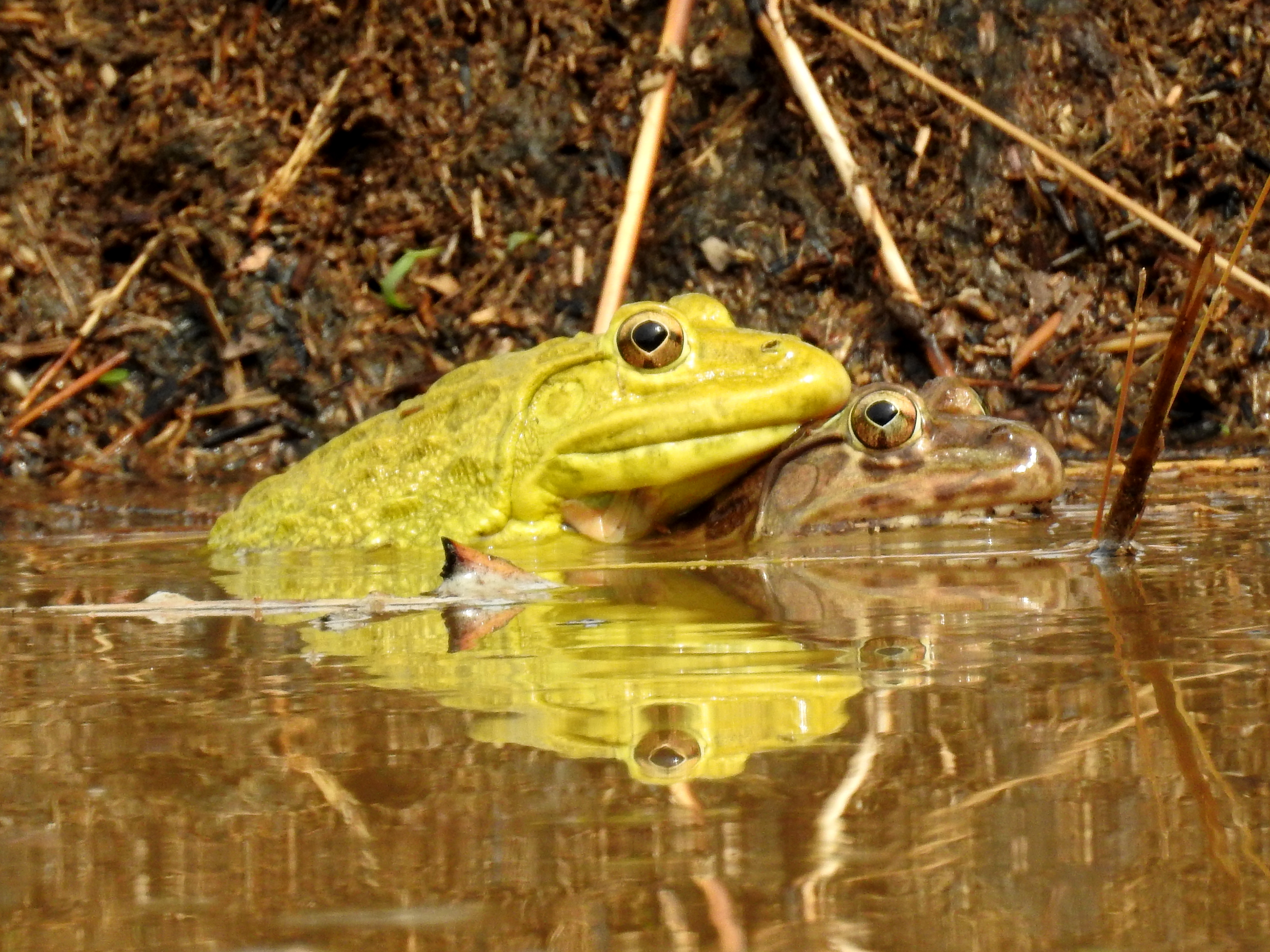
udvarló színezetben

### Fordítás
- Ez a szócikk részben vagy egészben  a   Hoplobatrachus tigerinus című angol Wikipédia-szócikk ezen változatának fordításán alapul.  Az eredeti cikk szerkesztőit annak laptörténete sorolja fel. Ez a jelzés csupán a megfogalmazás eredetét és a szerzői jogokat jelzi, nem szolgál a cikkben szereplő információk forrásmegjelöléseként.